# 髭脉槭
髭脉槭（学名：Acer barbinerve）是无患子科槭属的植物。分布在俄罗斯、朝鲜以及中国大陆的吉林、黑龙江、辽宁等地，生长于海拔500米至1,200米的地区，多生于疏林中以及林边，目前尚未由人工引种栽培。

## 别名
簇毛槭（东北木本植物图志）、辽吉槭树（中国树木分类学报）、毛脉槭（中国高等植物图鉴）

## 异名
- Acer barbinerve Maxim. var. chanbaischanense Tung